# 칼빈주의 감리교
칼빈주의 감리교 (Calvinistic Methodist church)는 18세기 웨일즈 지역의 감리교 부흥에서 탄생하였으며 예정론을 따르는 감리교 신자들이 모여 만든 교회이다. 현재는 웨일즈 장로교로 불리고 있다. 웨일즈 지역의 교회 대다수를 차지하고 있으며 1904-1905년의 웨일즈 종교부흥의 주역이었다. 존 웨슬리와 찰스 웨슬리 형제와 다른 신학 전통을 가진 교회이며, 조지 휫필드를 따르고 있다. 칼빈주의 감리교는 스코틀랜드 장로교의 영향을 받지 않고 독자적으로 순수 웨일즈 지역에서 기원했다고 주장한다. 이 운동은 그리피스 존스(Griffith Jones, 1684–1761)에 의해 시작되었다.

## 같이 보기
- Nonconformists
- Nonconformity in Wales
- Religion in Wales
- Welsh Methodist revival

## 참고 문헌
- Cross, F. L. (ed.) (1957) The Oxford Dictionary of the Christian Church. London: Oxford U. P.; p. 221-22
- Jones, David Ceri, Boyd Stanley Schlenther, and Eryn Mant White. The Elect Methodists: Calvinistic Methodism in England and Wales, 1735–1811 (University of Wales Press, 2012) 307 pages; Focuses on Griffith Jones, Thomas Haweis, Howel Harris, and George Whitefield.
- Williams, W. Welsh Calvinistic Methodism: a historical sketch. London, 1872
- Williams, M. W. Creative Fellowship. Caervarvon, 1935
- Davies, Gwyn ( ? ) A Light In The Land: a history of Christianity in Wales from 200 to 2000 AD ISBN 1-85049-181-X Bryntirin Press
- Bennett, Richard (1909) Howell Harris and the Dawn of Revival (English Translation 1962:  Banner of Truth and Evangelical Press of Wales ISBN 1-85049-035-X)
- 본 문서에는 현재 퍼블릭 도메인에 속한 브리태니커 백과사전 제11판의 내용을 기초로 작성된 내용이 포함되어 있습니다.